# Scinax altae
Scinax altae ist ein neuweltlicher Froschlurch aus der Familie der Laubfrösche. Innerhalb der Gattung Scinax wird die Art nach Faivovich et al. (2005) zu der Scinax ruber-Klade gezählt.

## Merkmale
Dunn beschrieb die Art als 25 mm langen, grauen Froschlurch mit weißem Bauch, vier dunkleren, dorsalen Streifen und langer, flacher Schnauze. Entlang der Rückenmitte ist ein weiterer Streifen schwach erkennbar. Die Rostralkante (Schnauzenkante) ist gerundet und undeutlich, das Tympanum, die Membran des Hörorgans, misst den halben Durchmesser des Auges. Zwischen den Augen befindet sich ein schwacher dunkler Fleck, von der Nasenöffnung über das Auge bis zur Seitenmitte zieht sich ein dunkelgrauer Streifen. Die Finger sind ohne Schwimmhäute, die Zehen sind zur Hälfte mit Schwimmhäuten ausgestattet. Die Haftscheibe des dritten Fingers ist so groß wie das Tympanum, der erste Finger kürzer als der zweite mit kleinerer Scheibe. Arme und Beine sind gleichmäßig hellgrau. Die Kehl-Schallblase ist sehr groß und reicht bis zur Pectoralfalte. Das Pflugscharbein (Vomer) ist mit zwei kleinen Gruppen Zähnen zwischen den Nasenöffnungen besetzt. Die Haut ist fein geraut, der Bauch grob gerunzelt, der proximale, also zum Rumpf hin gelegene Teil der Unterseite der Oberschenkel runzlig.
Nach León bleiben die Männchen mit einer Kopf-Rumpf-Länge von 26 mm etwas kleiner als die Weibchen mit 27 mm. Bei 94,5 % der Tiere sind die dorsalen Streifen durchgehend, die Oberschenkel sind ohne Zeichnung, die Unterschenkel mit einem dunkelgrauen Längsstreifen.

## Synonyme und Taxonomie
Die Art wurde von Emmett Reid Dunn 1933 als Hyla altae erstbeschrieben. Juan R. León glaubte, in ihr eine panamaische Unterart von Hyla staufferi zu erkennen: Hyla staufferi altae Dunn. Duellman & Wiens (1992) stellten sie in die Gattung Scinax. 2001 erklärte sie Duellman zur eigenständigen Art.

## Verbreitung
Diese Art ist hauptsächlich in Panama verbreitet und bewohnt dort das pazifische Tiefland, die Halbinsel Azuero und Zentralpanama. Die Art kommt aber auch im südlichen Costa Rica vor.

## Lebensraum und Ökologie
Scinax altae lebt in Trockenwäldern und Savannen, kommt aber auch in künstlichen Habitaten vor. Vermutlich pflanzt er sich in Temporärgewässern fort. Den Ruf beschrieb Dunn als hart und nach whark klingend. Bei Summit (Panamakanalzone), schrieb Dunn, produzierte Scinax altae zusammen mit anderen Froscharten das verrückteste, verwirrendste und ohrenbetäubendste Froschkonzert, das er je gehört habe.

## Gefährdung
Die IUCN listet Scinax altae als „nicht gefährdet“ (Least Concern), obwohl sein potentielles Verbreitungsgebiet nach einer Berechnung auf weniger als 20 000 km² geschätzt wird. Die Art ist jedoch an vielen Stellen häufig, passt sich relativ gut an den Menschen an und die Gesamtpopulation wird genügend groß mit einem stabilen Trend geschätzt, sodass die Bearbeiter es als unwahrscheinlich ansehen, dass die Bestände der Art schnell genug abnehmen können, um eine höhere Gefährdungsstufe zu rechtfertigen. Scinax altae kommt mindestens in einem Schutzgebiet vor (Parque Nacional Altos de Campana). Hauptgefährdungen für die Art stellen der Ausbau der Infrastruktur sowie die Wasserverschmutzung dar.